# Un nabab maghiar (roman)
Un nabab maghiar (în maghiară Egy magyar nábob) este un roman din 1854 de Mór Jókai.